# Новокшонов, Виктор Григорьевич

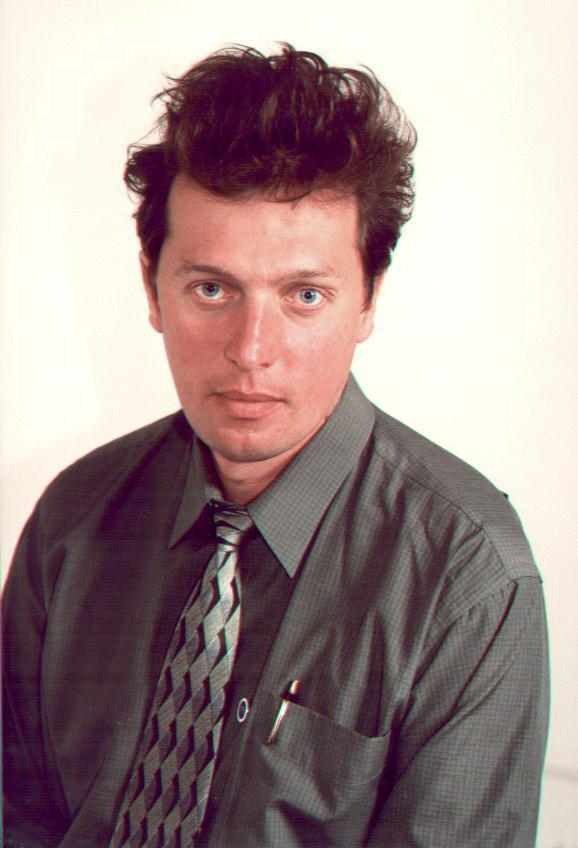
Victor Grigorievich Novokshonov

Виктор Григорьевич Новокшонов (26 февраля 1966 — 29 января 2003) — выдающийся русский палеоэнтомолог. Выпускник биологического факультета Пермского государственного университета (1990 г.), преподавал там же в 1990—1991 гг.. С декабря 1991 г. по декабрь 1993 г. был аспирантом Палеонтологического института Российской академии наук в Москве. За два года прошёл трёхлетний курс последипломного образования и защитил кандидатскую диссертацию. С 1994 г. преподавал историческую геологию и общую биологию в Пермском университете, в 2002 году работал в Пермском краеведческом музее. Научный интерес был сосредоточен на насекомых в нижнепермском (кунгурском) ископаемом месте Чекарда (Пермский край, Суксунский район). Во время работы в Палеонтологическом институте РАН в Москве специализировался на отряде Panorpida и подготовил диссертацию «Ранняя эволюция скорпионниц (Insecta: Panorpida)», позже дополненную книгой с тем же названием, которая была опубликована в 1997 г. В ходе исследований были также опубликованы многочисленные статьи на русском, немецком, английском языках.
В 2021 году исполнилось 55 лет со дня рождения В.Г. Новокшонова, его памяти ранее были посвящены краткий очерк на английском языке в выпуске журнала «Acta Zoologica Cracoviensia» и несколько строк в австрийском издании «Braueria».